# 마요트
마요트(/maɪˈɒt/, 프랑스어: Mayotte, fr; 코모로어: Maore, sw; mg), 공식적으로 마요트현(프랑스어: Département de Mayotte),은 아프리카 동쪽 코모로 제도의 섬으로 프랑스의 해외 레지옹이다. 주도는 마무주이다. 코모로가 독립할 때에 주민 투표 결과에 따라 계속 프랑스령으로 남았지만 2009년 마요트 국민투표를 통해 프랑스의 데파르트망으로 승격하는 안건이 채택되었다. 2011년 3월 31일을 기해 프랑스의 101번째 데파르트망이 되었다. 레지옹 의회가 설립되지 않아서 정식으로 27번째 레지옹이 된 것은 아니지만, 하나의 레지옹으로 간주된다.

## 인구와 주민
이슬람교가 대부분인 주변 코모로 제도의 다른 섬들이나 마다가스카르에 비해, 마요트 섬에는 가톨릭이 많지만, 거주자의 대부분이 이슬람교이다.
| 연도                                                                           | 인구    | ±% p.a. |
| ------------------------------------------------------------------------------ | ------- | ------- |
| 1958                                                                           | 23,364  | —       |
| 1966                                                                           | 32,607  | +4.25%  |
| 1978                                                                           | 47,246  | +3.14%  |
| 1985                                                                           | 67,205  | +5.16%  |
| 1991                                                                           | 94,410  | +5.83%  |
| 1997                                                                           | 131,320 | +5.65%  |
| 2002                                                                           | 160,265 | +4.06%  |
| 2007                                                                           | 186,452 | +3.07%  |
| 2012                                                                           | 212,645 | +2.66%  |
| 2017                                                                           | 256,518 | +3.82%  |
| 2020                                                                           | 279,471 | —       |
| Official population figures from past censuses. Last INSEE estimate in italic. |         |         |

## 언어
일상에서는 주민의 절대다수가 스와힐리어에 속하는 코모로어를 사용하며 일부는 말라가시어도 말한다. 공용어는 프랑스어다. 2007년 인구조사(14세 이상)에 따르면 프랑스어와 지역어를 동시에 구사하는 비율은 57.00%, 프랑스어만 구사하는 비율은 6.19%였다. 36.81%는 프랑스어를 구사할 수 없었다.

## 지리

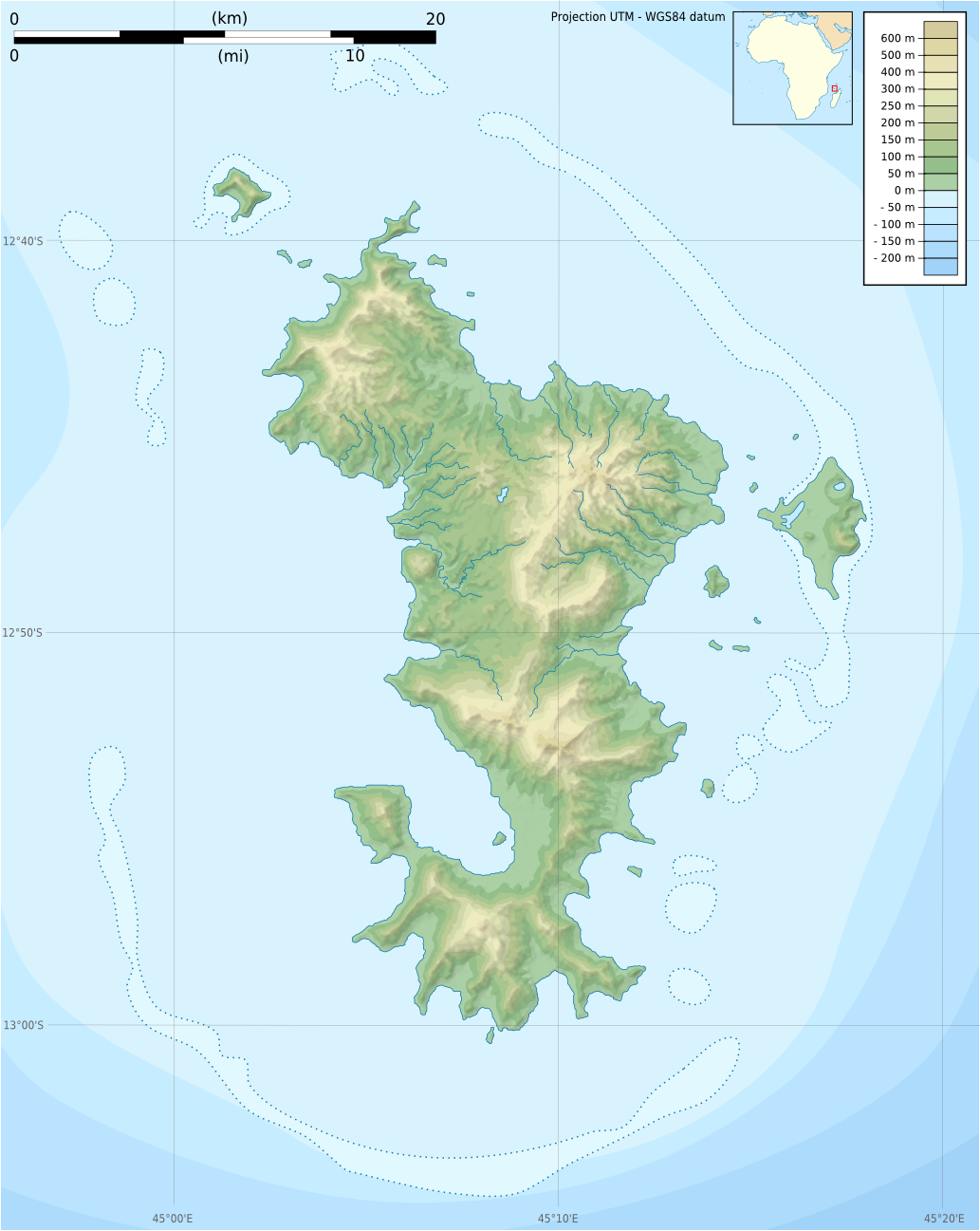
마요트 지형도

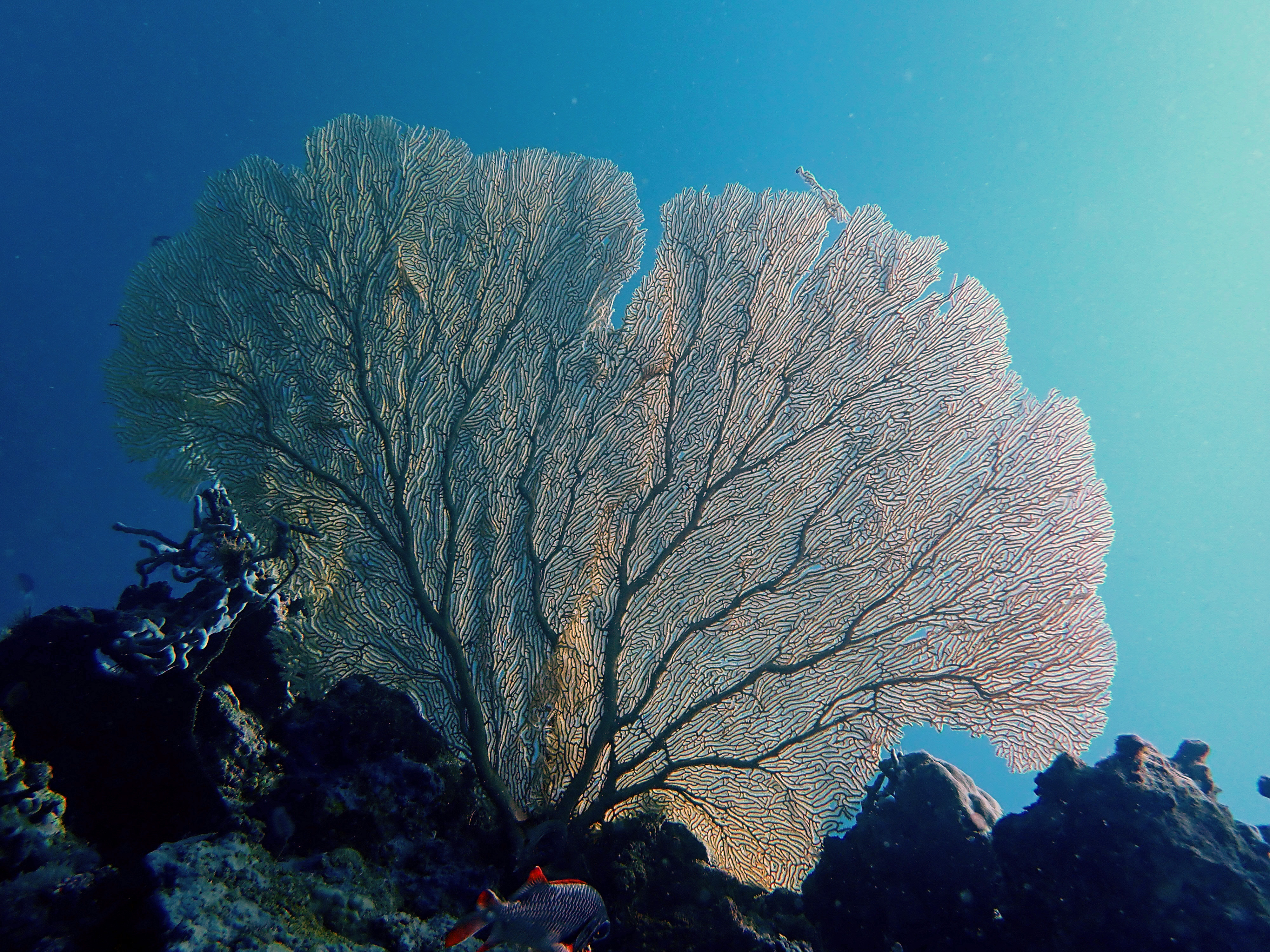

가장 주요한 섬인 그란데 테레는 코모로 일대에서 지리적으로도 가장 오래된 지질 구조에 속한다. 주요 산으로는 베나라 산(해발 660m)이 있다. 화산암질로 섬 전체가 이뤄져 있기 때문에 일부 지역은 상당히 비옥하다. 섬 주위에 산호초 군락이 있기 때문에 항구 일대의 배를 보호하고 물고기의 서식처가 된다.
마요트의 최대도시는 마무주로 마무주는 마요트의 주도이기도 하다.

## 교통
항공교통으로 우지 파만지 국제공항이 있다.

## 정치
마요트는 프랑스 민주 정치를 그대로 따르고 있으며 프랑스 대통령이 마요트 정부의 전체 수장이다. 물론 지방자치를 허용받고 있기 때문에 각 지방 선거가 있으며 다당제를 취한다. 마요트는 1명의 상원의원을 프랑스 국회로 보내며 프랑스 하원에 두 명을 파견한다. 의회개혁으로 2012년부터 상원도 2명을 파견한다.

## 행정 구역

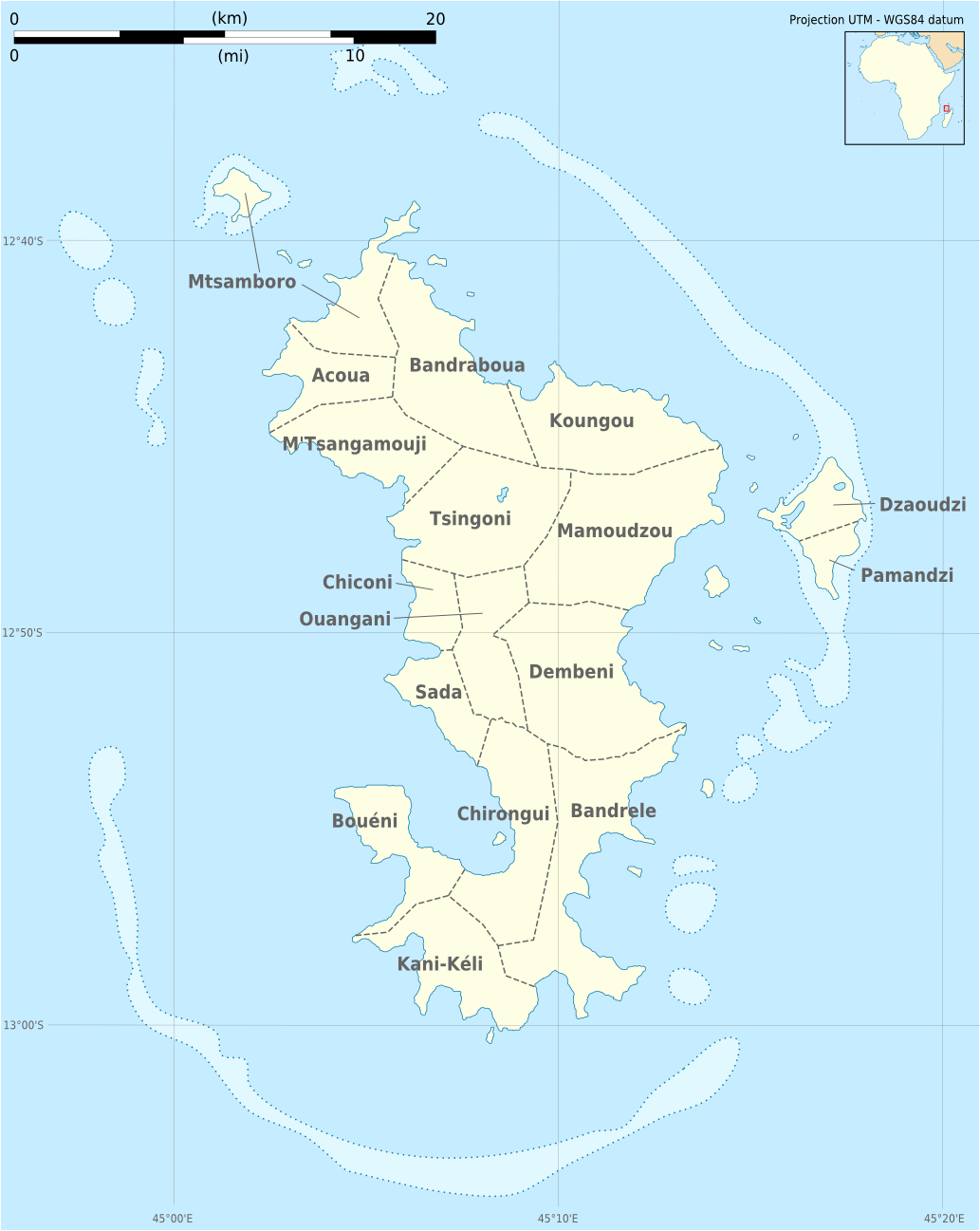
마요트의 행정구역도

마요트는 17개의 코뮌으로 이루어져있다. 또한 19개의 캉통이 있다. 행정 중심지인 마무주는 세 개의 캉통으로 나뉜다.
- 자우지(Dzaoudzi)
- 파만지(Pamandzi)
- 마무주(Mamoudzou)
- 뎀베니(Dembeni)
- 반드렐레(Bandrele)
- 카니-켈리(Kani-Kéli)
- 부에니(Bouéni)
- 치로기(Chirongui)
- 사다(Sada)
- 우안가니(Ouangani)
- 치코니(Chiconi)
- 쒼고니(Tsingoni)
- 므당가무지(M'Tsangamouji)
- 아코아(Acoua)
- 마운트삼보로(Mtsamboro)
- 반드라부아(Bandraboua)
- 쿵구(Koungou)

## 영토 분쟁
코모로 정부는 코모로인들의 동의 없이 마요트가 분리된 것을 국경선신성의 원칙(Uti possidetis juris)에 반하는 것으로 보고 프랑스가 코모로의 영토인 마요트를 불법적으로 식민지배하는 것으로 보아 마요트의 반환을 요구하고 있다. 아프리카 연합은 코모로의 입장을 지지하고 있다.

## 같이 보기
- 프랑스의 행정 구역